# Wiśniów (województwo lubelskie)
Wiśniów – wieś w Polsce położona w województwie lubelskim, w powiecie krasnostawskim, w gminie Gorzków. Przez miejscowość przepływa rzeka Żółkiewka, dopływ Wieprza.
W latach 1975–1998 miejscowość administracyjnie należała do województwa zamojskiego.
Wieś stanowi sołectwo gminy Gorzków. Według Narodowego Spisu Powszechnego (III 2011 r.) wieś liczyła 162 mieszkańców.
Wierni Kościoła rzymskokatolickiego należą do parafii św. Stanisława Biskupa i Męczennika w Gorzkowie.